# Слободское (Харьковский район)
Слободское (укр. Слобідське; до 2016 г. Фру́нзе) — посёлок, Кулиничёвский поселковый совет, Харьковский район, Харьковская область, Украина.
Код КОАТУУ — 6325157313. Население по переписи 2019 года составляет 109 (54/55 м/ж) человек.

## Географическое положение
Посёлок Слободское находится на левом берегу реки Немышля, ниже по течению на расстоянии в 3,5 км расположено село Бражники, на противоположном берегу — посёлок Прелестное.
На реке сооружена небольшая запруда.

## История
- 1927 — дата основания.
- 2016 — посёлок Фрунзе переименован в Слободское.